# Liga Muçulmana do Paquistão-Q
A Liga Muçulmana do Paquistão (LMP-Q) (inglês: Pakistan Muslim League (Q); urdu: پاکستان مسلم لیگ ) é um partido político do Paquistão, fundado em  2001.

## História
A Liga Muçulmana do Paquistão foi fundada em 1962, como sucessora da dispersada Liga Muçulmana. Nas décadas seguintes, o partido se fragmentou em várias facções, entre as quais a LMP-N (Liga Muçulmana do Paquistão - grupo de Nawaz Sharif, ex-premiê do país), e a própria LMP-Q (Liga Muçulmana do Paquistão - grupo de Quaid-e-Azam), criada por dissidentes.
A facção Quaid-e-Azam da Liga Muçulmana do Paquistão tornou-se o principal partido apoiante do regime de Pervez Musharraf no Paquistão. É uma ala islamita, mas não tem proposta ideológica coesa. O principal líder do partido é Chaudhry Shujaat Hussain.